# Shelter Records
Shelter Records fue un sello discográfico norteamericano fundado por Leon Russell y Denny Cordell en 1969, y activo hasta 1981. La compañía tuvo oficinas en Los Ángeles y en Tulsa, ciudad de residencia de Russell, donde se quería crear una "atmósfera de trabajo" en una antigua iglesia convertida en estudio con casas contiguas para alojar a los músicos durante las sesiones de grabación. Russell permaneció en Shelter hasta 1976, cuando Cordell y él abandonaron la empresa. Durante un tiempo, Cordell permaneció como único propietario del sello, mientras Russel fundaba su propia compañía discográfica, Paradise Records.
Además de Russell, el sello publicó material de diferentes artistas, entre los que destacan músicos representativos del Sonido Tulsa como J. J. Cale, Dwight Twilley Band y the Gap Band, así como Alan Gerber, Jesse Barish, Don Nix, Freddie King, Tom Petty & the Heartbreakers, Phoebe Snow, Richard Torrance y Eureka, Willis Alan Ramsey y the Grease Band.
Shelter Records también publicó "Duppy Conqueror", el primer sencillo de Bob Marley en Estados Unidos.

## Historia
Shelter Records fue originalmente distribuido por Blue Thumb Records, aunque pronto pasó a manos de Capitol, que la mantuvo entre 1970 y 1973. Durante ese tiempo, el sello tuvo como logotipo un huevo sobre fondo rojo con un logo similar al de Superman invertido en su interior, por lo que DC Comics demandó a la discográfica. Shelter dejó de utilizar el logo de Superman hasta que dejó de ser distribuido por Capitol/EMI. Después, el logo fue reemplazado por un huevo con una "S" garabateada a mano.
Entre 1974 y 1975, Shelter fue distribuido por MCA Records y entre 1975 y 1977, por ABC Records. En 1977, Shelter transfirió su distribución a Arista, aunque los derechos sobre Tom Petty y J. J. Cale los mantuvo ABC.  Shelter continuó en activo hasta 1979, cuando MCA compró ABC. MCA publicó un álbum más a través de Shelter, después, todas las grabaciones de Shelter retenidas por ABC pasaron a la subsidiaria de MCA, Backstreet Records. El acuerdo Shelter/Arista finalizó en 1981, y supuso el final de Shelter Records. 
Durante 1993, el catálogo de Shelter fue comprado por Capitol/EMI, y su sello The Right Stuff reeditó muchos de sus títulos, excepto los de Tom Petty y J. J. Cale. Los álbumes de Tom Petty, están bajo control del propio artista y son distribuidos por Rhino Records, propiedad de Warner Music Group, y los de J. J. Cale pertenecen a Universal Music Group.